# Strzystarski Potok
Strzystarski Potok (słow. Tristarský potok) – potok na północnych stokach Tatr Bielskich. Jest głównym, źródłowym dopływem Bielskiego Potoku. Wypływa pod Strzystarską Przełęczą i spływa Strzystarskim Żlebem, jednakże w górnym biegu jest ciekiem tylko okresowym. Na wysokości ok. 1080 m łączy się z dwoma innymi potokami: po prawej stronie ze spływającym Żlebiną Żlebińskim Potokiem, po lewej ze Złotym Potoczkiem, spływającym Złotym Żlebem. Z ich połączenia powstaje Bielski Potok.
Pochodzenie nazwy potoku nie jest znane, podobnie jak innych obiektów: Strzystarskiego Żlebu i Strzystarskiej Przełęczy. Również Płaczliwa Skała dawniej była nazywana Striszarska, Strzyszarka, Trzystar, Trystarska, Trystarski Wierch itp., a także Stara lub Sztára. Być może nazwa pochodzi od skróconego sformułowania „z trzech starych jedna” – na północ od grani znajduje się Stara Polana. Źródłem nazwy może być też słowackie słowo strištar, oznaczające pasterza koni.